# Munții Metaliferi

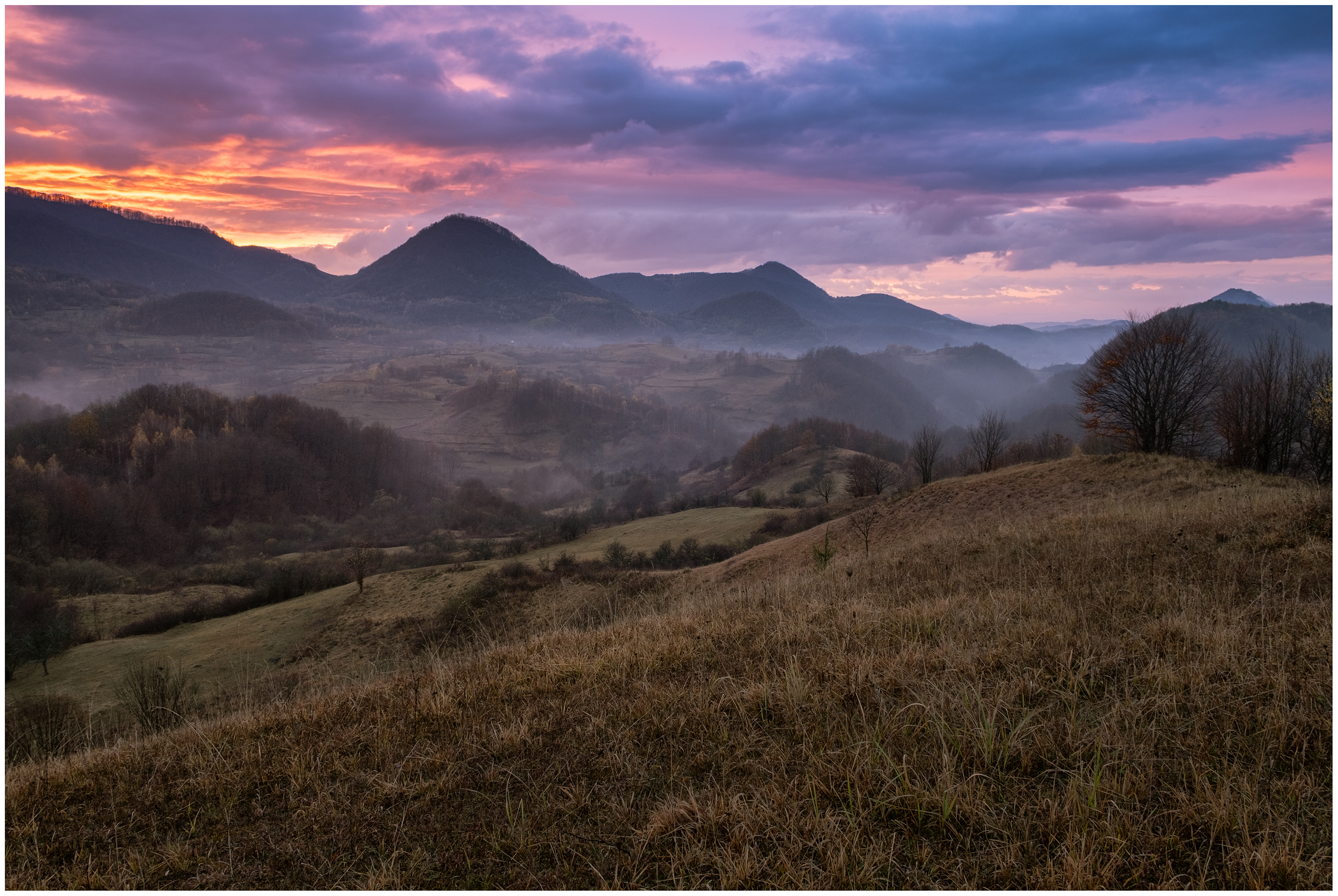
Apus in Muntii Metaliferi

Munții Metaliferi sunt o grupă montană a Munților Apuseni aparținând lanțului muntos al Carpaților Occidentali. Cel mai înalt vârf este Vârful Poienița, cu 1.437 metri.

## Delimitare
Munții Metaliferi încep, în vest, de la Culoarul Căpruța-Slatina de Mureș-Gurahonț și se termină, în est, la Valea Ampoiului (de la Alba Iulia la Zlatna), după care pătrund spre nord în bazinele superioare ale văilor Ampoiței, Galdei și Stremțului (toate aceste văi taie, spre aval, barele calcaroase ale Munților Trascău, formând impresionantele sectoare de chei), venind în contact cu Munții Trascăului pe o linie ce începe aproximativ la Zlatna și se continuă pe la Întregalde până la Sălciua de Jos (pe Arieș). În nord, limita ajunge la Depresiunea Brad (Crișul Alb), apoi trece prin Pasul Buceș (Vâlcan, 725 m) și se continuă pe văile Abrudului și Arieșului, iar în sud muntele este limitat de Culoarul Mureșului, între Căpruța și Alba Iulia.